# Pristimantis museosus
Pristimantis museosus es una especie de anfibio anuro de la familia Craugastoridae.
Es endémica de las cordilleras centrales de Panamá, en altitudes entre 700 y 1000 m.
Habita en el bosque montano húmedo.
Está amenazada por la pérdida de su hábitat natural.